# Pitcairnia corallina
Pitcairnia corallina är en gräsväxtart som beskrevs av Jean Jules Linden och Éduard-François André. Pitcairnia corallina ingår i släktet Pitcairnia och familjen Bromeliaceae.

## Underarter
Arten delas in i följande underarter:
- P. c. corallina
- P. c. viridis